# Robert Harold Nimmo
Robert Harold Nimmo (sinh ngày 22 tháng 10 năm 1893 mất ngày 4 tháng 1 năm 1966) là một người lính Úc tham gia Thế chiến thứ nhất và Thế chiến thứ hai, cuối cùng được thăng chức trung tướng
Nimmo đóng vai trò trưởng nhóm quan sát viên quân sự ở Ấn Độ và Pakistan từ năm 1950 cho đến khi ông qua đời vào năm 1966. Vào ngày 4 tháng 1 năm 1966 tại Rawalpindi, Pakistan, cơn đau tim của Nimmo bọc phát trong giấc ngủ, gây ra tử vong. Mộ phần đặt tại nghĩa trang Mount Gravatt, Brisbane; đến viếng có đầy đủ quan chức quân sự và Liên Hợp Quốc, đại diện cấp cao của cả Ấn Độ và Pakistan.

### Tư liệu
- Neil James, Peter Londey, 'Nimmo, Robert Harold (1893 - 1966)', Australian Dictionary of Biography, Supplementary Volume, MUP, 2005, pp 303–304.